# Gamla mastkranen
Gamla mastkranen är ett byggnadsminne på Trossö i Karlskrona. Mastkranen, som är 42 meter hög, byggdes mellan 1803 och 1806, och är sedan 1969 ett byggnadsminne. För konstruktionen svarade överstelöjtnant Jonas Lidströmer och för arkitekturen Fredrik Blom. Lidströmer var då chef för byggandet vid örlogsbasen, och även arkitekt bakom byggnadsminnet Lyckeby källa. Vad gäller Blom var det hans första större uppgift som arkitekt.
Mastkranen är byggd av putsat tegel, med hörnkedjor av natursten. Kranarmen är byggd av trä och klädd med kopparplåt. Den är sex våningar hög, och tornets underdel är tolv gånger tolv meter. Kranen användes för att masta av örlogsfartyg innan de lades in i dockan. Byggnadens maskineri är fortfarande intakt.
På andra och tredje våningen i mastkranen finns det två stycken stora gångspel. Dessa gångspel har i sin tur tolv bommar vardera. Varje bom krävde två man, vilket totalt innebar att 96 man behövdes för att kunna få full fart på spelen. Vinschar och draglinor gick från bommarna via kanaler i murväggarna upp till kranhuvudet. I kranhuvudet hjälpte ett flerskuret block till att ytterligare förbättra lyftkraften. Denna konstruktion var unik i Sverige.
1960 ersattes mastkranen med Portalkran 14. 1969 blev mastkranen ett byggnadsminne. Idag ägs masten av SAAB Kockums, och används framförallt som sammanträdesrum.